# Безуглий Олег Вікторович
Оле́г Ві́кторович Безу́глий (нар. 14 січня 1969, Одеса, Одеська область, Українська РСР, СРСР) — український футболіст, футзаліст і тренер.

## Кар'єра
Вихованець одеської СДЮШОР «Чорноморець». В дитинстві пробував себе в боксі і шахах. Потім тренер ДЮСШ № 5 Борис Герман запросив його в цю школу, де Безуглий з третього класу і почав займатися футболом. Через кілька років Борис Герман пішов працювати в СДЮШОР «Чорноморець», куди з собою забрав і Безуглого. У восьмому класі його тренером став Георгій Кривенко.
Пізніше Безуглий разом зі своїми однокласниками — Олександром Коханом, Олександром Єрмаковим та Іллею Цимбалар виступав за дублюючий склад «Чорноморця». Згодом «Чорноморець» вилетів в першу лігу, а дублюючий склад був розформований. Після цього Безуглий два роки відслужив в армії.
Після повернення з армії тодішній тренер «Чорноморця» Семен Альтман дав шанс Безуглому проявити себе в дублі, але пробитися до основного складу той не зміг і потрапив у команду «Портофлот».
Протягом двох років ходив моряком у рейси, але зрозумів, що це не його і 1994 року потрапив у Футзальну команду «Евербак».

## Нагороди і досягнення

### Гравець

#### Командні
«Локомотив» Одеса
- Вища ліга
  -  Чемпіон (3): 1995/96, 1996/97, 1997/98
- Кубок України з футзалу
  -  Володар (2): 1996/97, 1997/98
- Фіналіст (1): 1995/96

- Володар малих бронзових медалей Турніру європейських чемпіонів: 1997
- Переможець міжнародного турніру «Біла акація» (2): 1996, 1997

 «Інтеркас»
- Вища ліга
  -  Чемпіон (2): 1998/99, 1999/00
- Кубок України з футзалу
  -  Володар (1): 1999/00

«Шахтар»
- Вища ліга
  -  Чемпіон (1): 2001/02
  -  Срібний призер (1): 2002/03

- Кубок України з футзалу
  -  Володар (1): 2002/03

 Збірна України
 Срібний призер чемпіонату Європи (2): 2001, 2003

#### Особисті
- Найкращий футзаліст чемпіонату України (1): 1995/96
- Почесний Знак АМФОО